# Магдалена фон Насау-Диленбург (1627–1663)
Магдалена фон Насау-Диленбург (на немски: Magdalene/Magdalena von Nassau-Dillenburg; * 25 декември 1627, Диленбург; † 25 март 1663, Диленбург) е принцеса от Насау-Диленбург и чрез женитба графиня на Изенбург-Бюдинген в Офенбах на Майн.

## Биография
Тя е дъщеря на граф (от 1654 г. княз) Лудвиг Хайнрих фон Насау-Диленбург (1594 – 1662) и първата му съпруга графиня Катарина фон Сайн-Витгенщайн (1588 – 1651), дъщеря на Лудвиг I фон Сайн-Витгенщайн (1532 – 1605) и Елизабет фон Золмс-Лаубах (1549 – 1599).
Магдалена се омъжва на 9 март 1662 г. за граф Кристиан Мориц фон Изенбург-Бюдинген (* 20 април 1626; † 25 февруари 1664). Нейната по-голяма сестра Луиза (1623 – 1665) е омъжена от 10 февруари 1646 г. за неговия по-голям брат граф Йохан Лудвиг фон Изенбург-Бюдинген (1622 – 1685).
Магдалена умира на 25 март 1663 г. на 35 години в Диленбург.

## Деца
Магдалена и Кристиан Мориц имат едно дете без име и рождена дата.